# A CSI: New York-i helyszínelők epizódjainak listája
Ez a lap a CSI: New York-i helyszínelők című sorozat epizódjait listázza.

## Évados áttekintés
| Évad | Évad | Részek száma | Részek száma | Eredeti sugárzás     | Eredeti sugárzás  | Eredeti adó |
| Évad | Évad | Részek száma | Részek száma | Évadbemutató         | Évadzáró          | Eredeti adó |
| ---- | ---- | ------------ | ------------ | -------------------- | ----------------- | ----------- |
|      | 1.   | 23           | 23           | 2004. szeptember 22. | 2005. május 18.   | CBS         |
|      | 2.   | 24           | 24           | 2005. szeptember 28. | 2006. május 17.   | CBS         |
|      | 3.   | 24           | 24           | 2006. szeptember 20. | 2007. május 16.   | CBS         |
|      | 4.   | 21           | 21           | 2007. szeptember 26. | 2008. május 21.   | CBS         |
|      | 5.   | 25           | 25           | 2008. szeptember 24. | 2009. május 14.   | CBS         |
|      | 6.   | 23           | 23           | 2009. szeptember 23. | 2010. május 26.   | CBS         |
|      | 7.   | 22           | 22           | 2010. szeptember 24. | 2011. május 13.   | CBS         |
|      | 8.   | 18           | 18           | 2011. szeptember 23. | 2012. május 11.   | CBS         |
|      | 9.   | 17           | 17           | 2012. szeptember 21. | 2013. február 22. | CBS         |

## Epizódok

### Pilot –CSI: Miami helyszínelők
| #   | Cím                               | Rendező      | Író                                                | Premier         | Nézettség    |
| --- | --------------------------------- | ------------ | -------------------------------------------------- | --------------- | ------------ |
| 47. | Megállás nélkül (MIA/NYC NonStop) | Danny Cannon | Anthony E. Zuiker & Ann Donahue & Carol Mendelsohn | 2004. május 17. | 23,08 millió |

### 1. évad (2004-2005)
| Sor. | Év. | Cím                                                 | Rendező          | Író                                           | Premier              | Nézettség    |
| ---- | --- | --------------------------------------------------- | ---------------- | --------------------------------------------- | -------------------- | ------------ |
| 1.   | 1.  | Pislogás (Blink)                                    | Deran Sarafian   | Anthony E. Zuiker                             | 2004. szeptember 22. | 19,26 millió |
| 2.   | 2.  | Az éjszaka teremtményei (Creatures of the Night)    | Tim Hunter       | Pam Veasey                                    | 2004. szeptember 29. | 19,47 millió |
| 3.   | 3.  | Amerikai álmodozók (American Dreamers)              | Rob Bailey       | Eli Talbert                                   | 2004. október 6.     | 16,89 millió |
| 4.   | 4.  | A nagymester (Grand Master)                         | Kevin Bray       | Zachary Reiter                                | 2004. október 27.    | 12,98 millió |
| 5.   | 5.  | Egy ember, egy mérföld (A Man a Mile)               | David Grossman   | Andrew Lipsitz                                | 2004. november 3.    | 14,71 millió |
| 6.   | 6.  | Nem emberi (Outside Man)                            | Rob Bailey       | Timothy J. Lea                                | 2004. november 10.   | 15,38 millió |
| 7.   | 7.  | Eső (Rain)                                          | David Grossman   | Pam Veasey                                    | 2004. november 17.   | 17,46 millió |
| 8.   | 8.  | Három generáció elég (Three Generations are Enough) | Alex Zakrzewski  | Andrew Lipsitz                                | 2004. november 24.   | 13,50 millió |
| 9.   | 9.  | Blue tiszt (Officer Blue)                           | Deran Sarafian   | Anthony E. Zuiker                             | 2004. december 1.    | 14,92 millió |
| 10.  | 10. | Éjszaka, Anya (Night, Mother)                       | Deran Sarafian   | Janet Tamaro                                  | 2004. december 15.   | 15,60 millió |
| 11.  | 11. | Triálda (Tri-Borough)                               | Greg Yaitanes    | Eli Talbert & Andrew Lipsitz                  | 2005. január 5.      | 12,15 millió |
| 12.  | 12. | Kétkeréken (Recycling)                              | Alex Zakrzewski  | Timothy J. Lea & Zachary Reiter               | 2005. január 12.     | 13,66 millió |
| 13.  | 13. | Fiúk a térről (Tanglewood)                          | Karen Gaviola    | Anthony E. Zuiker                             | 2005. január 26.     | 17,56 millió |
| 14.  | 14. | Vér, verejték és könnyek (Blood, Sweat and Tears)   | Scott Lautanen   | Eli Talbert & Erica Shelton                   | 2005. február 9.     | 13,08 millió |
| 15.  | 15. | Míg a halál el nem választ (Til Death Do We Part)   | Nelson McCormick | Pam Veasey                                    | 2005. február 16.    | 14,04 millió |
| 16.  | 16. | Diszkréten (Hush)                                   | Deran Sarafian   | Anthony E. Zuiker & Timothy J. Lea            | 2005. február 23.    | 14,30 millió |
| 17.  | 17. | A bukás (The Fall)                                  | Norberto Barba   | Történet: Bill Haynes Tévéjáték: Anne McGrail | 2005. március 2.     | 13,62 millió |
| 18.  | 18. | A Dove bizottság (The Dove Commission)              | Emilio Estevez   | Anthony E. Zuiker & Zachary Reiter            | 2005. március 23.    | 16,73 millió |
| 19.  | 19. | Bűnök és csínyek (Crime and Misdemeanor)            | Rob Bailey       | Eli Talbert & Andrew Lipsitz                  | 2005. április 13.    | 11,00 millió |
| 20.  | 20. | Kereslet és kínálat (Supply and Demand)             | Joe Chappelle    | Erica Shelton & Anne McGrail                  | 2005. április 27.    | 14,84 millió |
| 21.  | 21. | Szolgálati esemény (On the Job)                     | David Von Ancken | Timothy J. Lea                                | 2005. május 4.       | 13,42 millió |
| 22.  | 22. | Az utolsó dobás (The Closer)                        | Emilio Estevez   | Pam Veasey                                    | 2005. május 11.      | 14,55 millió |
| 23.  | 23. | Az van, amit látsz (What You See Is What You See)   | Duane Clark      | Andrew Lipsitz                                | 2005. május 18.      | 12,30 millió |

### 2. évad (2005-2006)
| Sor. | Év. | Cím                                                         | Rendező            | Író                                                               | Premier              | Nézettség    |
| ---- | --- | ----------------------------------------------------------- | ------------------ | ----------------------------------------------------------------- | -------------------- | ------------ |
| 24.  | 1.  | Nyári hőség (Summer in the City)                            | David Von Ancken   | Pam Veasey                                                        | 2005. szeptember 28. | 13,30 millió |
| 25.  | 2.  | Gyilkosság a pályaudvaron (Grand Murder at Central Station) | Scott Lautanen     | Zachary Reiter                                                    | 2005. október 5.     | 14,57 millió |
| 26.  | 3.  | Anyatigris (Zoo York)                                       | Norberto Barba     | Peter M. Lenkov & Timothy J. Lea                                  | 2005. október 12.    | 15,22 millió |
| 27.  | 4.  | Belső ellenségek (Corporate Warriors)                       | Rob Bailey         | Andrew Lipsitz                                                    | 2005. október 19.    | 14,00 millió |
| 28.  | 5.  | Haltánc (Dancing with the Fishes)                           | John Peters        | Eli Talbert                                                       | 2005. október 26.    | 15,31 millió |
| 29.  | 6.  | Ifjú vér (YoungBlood)                                       | Steven DePaul      | Timothy J. Lea                                                    | 2005. november 2.    | 15,70 millió |
| 30.  | 7.  | Miamitól Manhattanig (Manhattan Manhunt)                    | Rob Bailey         | Elizabeth Devine & Anthony E. Zuiker & Ann Donahue                | 2005. november 9.    | 19,22 millió |
| 31.  | 8.  | Pókerarc (Bad Beat)                                         | Duane Clark        | Zachary Reiter                                                    | 2005. november 16.   | 15,69 millió |
| 32.  | 9.  | Babák városa (City of the Dolls)                            | Norberto Barba     | Pam Veasey                                                        | 2005. november 23.   | 14,52 millió |
| 33.  | 10. | Ellendrukkerek (Jamalot)                                    | Jonathan Glassner  | Andrew Lipsitz                                                    | 2005. november 30.   | 15,84 millió |
| 34.  | 11. | Tőrbe csalva (Trapped)                                      | James Whitmore Jr. | Peter M. Lenkov                                                   | 2005. december 14.   | 16,49 millió |
| 35.  | 12. | Reflektorfényben (Wasted)                                   | Jeff T. Thomas     | Pam Veasey & Bill Haynes                                          | 2006. január 18.     | 15,50 millió |
| 36.  | 13. | Kockázat (Risk)                                             | Rob Bailey         | John Dove & Anthony E. Zuiker                                     | 2006. január 25.     | 14,89 millió |
| 37.  | 14. | Ragaszkodás (Stuck on You)                                  | Jonathan Glassner  | Timothy J. Lea & Eli Talbert                                      | 2006. február 1.     | 16,42 millió |
| 38.  | 15. | Játszmák (Fare Game)                                        | Kevin Dowling      | Zachary Reiter & Peter M. Lenkov                                  | 2006. március 1.     | 13,76 millió |
| 39.  | 16. | Öngól (Cool Hunter)                                         | Norberto Barba     | Daniele Nathanson                                                 | 2006. március 8.     | 13,91 millió |
| 40.  | 17. | Minden lében kanál (Necrophilia Americana)                  | Steven DePaul      | Andrew Lipsitz                                                    | 2006. március 22.    | 14,15 millió |
| 41.  | 18. | Élni vagy élni hagyni (Live or Let Die)                     | Rob Bailey         | Történet: Gary Sinise & Michael Daly Tévéjáték: Pam Veasey        | 2006. március 29.    | 14,81 millió |
| 42.  | 19. | Szuperhős (Super Men)                                       | Steven DePaul      | Történet: Peter M. Lenkov Tévéjáték: Peter M. Lenkov & Pam Veasey | 2006. április 12.    | 14,14 millió |
| 43.  | 20. | Feltépett sebek (Run Silent, Run Deep)                      | Rob Bailey         | Anthony E. Zuiker                                                 | 2006. április 19.    | 15,14 millió |
| 44.  | 21. | A bennfentes (All Access)                                   | Norberto Barba     | Timothy J. Lea & Anthony E. Zuiker                                | 2006. április 26.    | 15,23 millió |
| 45.  | 22. | Ellopott otthon (Stealing Home)                             | Oz Scott           | Zachary Reiter                                                    | 2006. május 3.       | 14,76 millió |
| 46.  | 23. | Hősök (Heroes)                                              | Anthony Hemingway  | Eli Talbert                                                       | 2006. május 10.      | 15,16 millió |
| 47.  | 24. | Gondoskodás (Charge of This Post)                           | Rob Bailey         | Timothy J. Lea                                                    | 2006. május 17.      | 13,23 millió |

### 3. évad (2006-2007)
| Sor. | Év. | Cím                                                 | Rendező           | Író                                               | Premier              | Nézettség    |
| ---- | --- | --------------------------------------------------- | ----------------- | ------------------------------------------------- | -------------------- | ------------ |
| 48.  | 1.  | A pénz nem boldogít (People With Money)             | Rob Bailey        | Pam Veasey & Peter M. Lenkov                      | 2006. szeptember 20. | 16,11 millió |
| 49.  | 2.  | A látszat csal (Not What It Looks Like)             | Duane Clark       | Pam Veasey & Peter M. Lenkov                      | 2006. szeptember 27. | 16,21 millió |
| 50.  | 3.  | Kihűlt szerelem (Love Run Cold)                     | Tim Iacofano      | Timothy J. Lea                                    | 2006. október 4.     | 15,73 millió |
| 51.  | 4.  | Szimbolikus gyilkosságok (Hung Out To Dry)          | Anthony Hemingway | Zachary Reiter                                    | 2006. október 11.    | 17,97 millió |
| 52.  | 5.  | Maga a végzet (Oedipus Hex)                         | Scott Lautanen    | Anthony E. Zuiker & Ken Solarz                    | 2006. október 18.    | 15,99 millió |
| 53.  | 6.  | Nagytotál (Open and Shut)                           | Joe Ann Fogle     | Wendy Battles                                     | 2006. október 25.    | 17,42 millió |
| 54.  | 7.  | Gyilkos blues (Murder Sings the Blues)              | Oz Scott          | Sam Humphrey                                      | 2006. november 1.    | 16,64 millió |
| 55.  | 8.  | Következmények (Consequences)                       | Rob Bailey        | Pam Veasey                                        | 2006. november 8.    | 16,77 millió |
| 56.  | 9.  | A halál angyala (And Here's To You, Mrs. Azrael)    | David Von Ancken  | Peter M. Lenkov                                   | 2006. november 15.   | 16,18 millió |
| 57.  | 10. | Édes 16 éves (Sweet Sixteen)                        | David Jackson     | Ken Solarz                                        | 2006. november 22.   | 15,31 millió |
| 58.  | 11. | Shane visszatér (Raising Shane)                     | Christine Moore   | Zachary Reiter & Pam Veasey                       | 2006. november 29.   | 16,43 millió |
| 59.  | 12. | Csendes éj (Silent Night)                           | Rob Bailey        | Sam Humphrey, Peter M. Lenkov & Anthony E. Zuiker | 2006. december 13.   | 15,83 millió |
| 60.  | 13. | Szenvedély (Obsession)                              | Jeffrey Hunt      | Jeremy Littman                                    | 2007. január 17.     | 13,77 millió |
| 61.  | 14. | Hivatásos hazudozók (The Lying Game)                | Anthony Hemingway | Wendy Battles                                     | 2007. január 24.     | 13,35 millió |
| 62.  | 15. | Titkok labirintusa (Some Buried Bones)              | Rob Bailey        | Noah Nelson                                       | 2007. február 7.     | 14,97 millió |
| 63.  | 16. | Üvegszív (Heart of Glass)                           | David Jackson     | Bill Haynes & Pam Veasey                          | 2007. február 14.    | 14,81 millió |
| 64.  | 17. | Noé bárkája (The Ride-In)                           | Steven DePaul     | Peter M. Lenkov                                   | 2007. február 21.    | 13,67 millió |
| 65.  | 18. | Csalás és ámítás (Sleight Out of Hand)              | Rob Bailey        | John Dove & Zachary Reiter                        | 2007. február 28.    | 14,33 millió |
| 66.  | 19. | Bormámor és csótányok (A Daze of Wine and Roaches)  | Oz Scott          | Timothy J. Lea & Daniele Nathanson                | 2007. március 21.    | 13,64 millió |
| 67.  | 20. | Mily álmok jőnek a halálban (What Schemes May Come) | Christine Moore   | Bruce Zimmerman                                   | 2007. április 11.    | 12,64 millió |
| 68.  | 21. | Lezáratlan múlt (Past Imperfect)                    | Oz Scott          | Wendy Battles                                     | 2007. április 25.    | 11,40 millió |
| 69.  | 22. | Zuhanás (Cold Reveal)                               | Marshall Adams    | Pam Veasey & Sam Humphrey                         | 2007. május 2.       | 13,00 millió |
| 70.  | 23. | Törlesztés (...Comes Around)                        | Rob Bailey        | Daniele Nathanson & Pam Veasey                    | 2007. május 9.       | 12,83 millió |
| 71.  | 24. | Egy laza nap (Snow Day)                             | Duane Clark       | Pam Veasey & Peter M. Lenkov                      | 2007. május 16.      | 13,07 millió |

### 4. évad (2007-2008)
| Sor. | Év. | Cím                                                 | Rendező           | Író                                 | Premier              | Nézettség    |
| ---- | --- | --------------------------------------------------- | ----------------- | ----------------------------------- | -------------------- | ------------ |
| 72.  | 1.  | Most már halljátok? (Can You Hear Me Now?)          | David Von Ancken  | Zachary Reiter & Pam Veasey         | 2007. szeptember 26. | 12,72 millió |
| 73.  | 2.  | A mélyben (The Deep)                                | Oz Scott          | Wendy Battles                       | 2007. október 3.     | 12,69 millió |
| 74.  | 3.  | Csak egyszer halsz meg (You Only Die Once)          | Jonathan Glassner | Sam Humphrey                        | 2007. október 10.    | 13,43 millió |
| 75.  | 4.  | Lejárt az idő (Time's Up)                           | Rob Bailey        | Trey Callaway                       | 2007. október 17.    | 13,99 millió |
| 76.  | 5.  | Lenn a nyuszi barlangjában (Down the Rabbit Hole)   | Christine Moore   | Sam Humphrey & Peter M. Lenkov      | 2007. október 24.    | 13,82 millió |
| 77.  | 6.  | Tiszta horror (Boo)                                 | Joe Dante         | Peter M. Lenkov & Daniele Nathanson | 2007. október 31.    | 13,40 millió |
| 78.  | 7.  | Ítélet (Commuted Sentences)                         | Oz Scott          | John Dove                           | 2007. november 7.    | 12,92 millió |
| 79.  | 8.  | Buligyilkos (Buzzkill)                              | Jeffrey Hunt      | Jill Abbinanti                      | 2007. november 14.   | 13,13 millió |
| 80.  | 9.  | Egy esküvő, egy temetés (One Wedding and a Funeral) | Rob Bailey        | Barbie Kligman                      | 2007. november 21.   | 14,56 millió |
| 81.  | 10. | Hősök (The Thing About Heroes)                      | Anthony Hemingway | Pam Veasey                          | 2007. november 28.   | 14,19 millió |
| 82.  | 11. | Gyerekjáték (Child's Play)                          | Jeffrey Hunt      | Trey Callaway & Pam Veasey          | 2007. december 12.   | 14,36 millió |
| 83.  | 12. | Mint a mesében (Happily Never After)                | Marshall Adams    | Daniele Nathanson & Noah Nelson     | 2008. január 9.      | 11,71 millió |
| 84.  | 13. | Családban marad (All in the Family)                 | Rob Bailey        | Wendy Battles                       | 2008. január 23.     | 11,51 millió |
| 85.  | 14. | Játék a tűzzel (Playing With Matches)               | Christine Moore   | Bill Haynes                         | 2008. február 6.     | 10,16 millió |
| 86.  | 15. | Mások halála (DOA For a Day)                        | Christine Moore   | John Dove & Peter M. Lenkov         | 2008. április 2.     | 12,85 millió |
| 87.  | 16. | A szomszédban (Right Next Door)                     | Rob Bailey        | Pam Veasey                          | 2008. április 9.     | 12,38 millió |
| 88.  | 17. | Mint víz a gyilkossághoz (Like Water For Murder)    | Anthony Hemingway | Sam Humphrey                        | 2008. április 16.    | 13,43 millió |
| 89.  | 18. | Érettség (Admissions)                               | Rob Bailey        | Zachary Reiter                      | 2008. április 30.    | 11,51 millió |
| 90.  | 19. | Személyi hiba (Personal Foul)                       | David Von Ancken  | Trey Callaway                       | 2008. május 7.       | 12,73 millió |
| 91.  | 20. | Taxi (Taxi)                                         | Christine Moore   | Barbie Kligman & John Dove          | 2008. május 14.      | 11,86 millió |
| 92.  | 21. | Túszul ejtve (Hostage)                              | Rob Bailey        | Zachary Reiter & Peter M. Lenkov    | 2008. május 21.      | 11,83 millió |

### 5. évad (2008-2009)
| Sor. | Év. | Cím                                                 | Rendező             | Író                                               | Premier              | Nézettség    |
| ---- | --- | --------------------------------------------------- | ------------------- | ------------------------------------------------- | -------------------- | ------------ |
| 93.  | 1.  | Veritas (Veritas)                                   | David Von Ancken    | Zachary Reiter & Pam Veasey                       | 2008. szeptember 24. | 14,59 millió |
| 94.  | 2.  | Halál bőrkötésben (Page Turner)                     | Frederick E.O. Toye | Trey Callaway                                     | 2008. október 1.     | 14,88 millió |
| 95.  | 3.  | Turbulencia (Turbulence)                            | Matt Earl Beesley   | Gary Sinise & Jeremy Littman                      | 2008. október 8.     | 15,87 millió |
| 96.  | 4.  | Szex, hazugság, szilikon (Sex, Lies and Silicone)   | Jonathan Glassner   | Wendy Battles                                     | 2008. október 22.    | 14,39 millió |
| 97.  | 5.  | Élet eladó (The Cost of Living)                     | Rob Bailey          | John Dove                                         | 2008. október 29.    | 13,75 millió |
| 98.  | 6.  | Elég volt (Enough)                                  | Alex Zakrzewski     | Zachary Reiter                                    | 2008. november 5.    | 11,80 millió |
| 99.  | 7.  | Halott belül (Dead Inside)                          | Christine Moore     | Pam Veasey & Daniele Nathanson                    | 2008. november 12.   | 11,62 millió |
| 100. | 8.  | A nevem Mac Taylor (My Name Is Mac Taylor)          | Rob Bailey          | Pam Veasey                                        | 2008. november 19.   | 14,12 millió |
| 101. | 9.  | Ezüstkanál (The Box)                                | Oz Scott            | Peter M. Lenkov & Bill Haynes                     | 2008. november 26.   | 12,30 millió |
| 102. | 10. | A háromszög (The Triangle)                          | Jeff T. Thomas      | Trey Callaway                                     | 2008. december 10.   | 13,33 millió |
| 103. | 11. | Tiltott gyümölcs (Forbidden Fruit)                  | John Behring        | Peter M. Lenkov & Jill Abbinanti                  | 2008. december 17.   | 13,38 millió |
| 104. | 12. | Segítség (Help)                                     | David M. Barrett    | Sam Humphrey                                      | 2009. január 14.     | 12,66 millió |
| 105. | 13. | Elhamarkodott ítélet (Rush to Judgement)            | Rob Bailey          | Wendy Battles                                     | 2009. január 21.     | 11,58 millió |
| 106. | 14. | Elveszett lányok (She's Not There)                  | Nelson McCormick    | John Dove & Pam Veasey                            | 2009. február 11.    | 11,94 millió |
| 107. | 15. | A mulatságnak vége (The Party's Over)               | Oz Scott            | Barbie Kligman                                    | 2009. február 18.    | 12,33 millió |
| 108. | 16. | Minden jótett (No Good Deed)                        | Matt Earl Beesley   | Rusty Cundieff & Floyd Byars                      | 2009. február 25.    | 12,56 millió |
| 109. | 17. | Zöld indulat (Green Piece)                          | Jeffrey Hunt        | Zachary Reiter                                    | 2009. március 11.    | 13,63 millió |
| 110. | 18. | Ahonnan nincs visszaút (Point of No Return)         | Rob Bailey          | Peter M. Lenkov & Bill Haynes                     | 2009. március 18.    | 12,78 millió |
| 111. | 19. | Kommunikációs zavar (Communication Breakdown)       | John Keris          | Trey Callaway                                     | 2009. március 25.    | 12,64 millió |
| 112. | 20. | A vad (Prey)                                        | Marshall Adams      | Wendy Battles & Noah Nelson                       | 2009. április 8.     | 12,50 millió |
| 113. | 21. | Múlt, jelen és halál (The Past, Present and Murder) | David Von Ancken    | Sam Humphrey & Danielle Nathanson                 | 2009. április 15.    | 12,14 millió |
| 114. | 22. | Yahrzeit (Yahrzeit)                                 | Norberto Barba      | Barbie Kligman & Peter M. Lenkov                  | 2009. április 29.    | 12,50 millió |
| 115. | 23. | A felsőbb cél (Greater Good)                        | Alex Zakrzewski     | Pam Veasey                                        | 2009. május 6.       | 13,40 millió |
| 116. | 24. | A megtévesztés üledéke (Grounds for Deception)      | Duane Clark         | Melina Kanakaredes                                | 2009. május 13.      | 12,33 millió |
| 117. | 25. | Fizetni kell (Pay Up)                               | Rob Bailey          | Anthony E. Zuiker, Carol Mendelsohn & Ann Donahue | 2009. május 14.      | 12,77 millió |

### 6. évad (2009-2010)
| Sor. | Év. | Cím                                                           | Rendező             | Író                                   | Premier              | Nézettség    |
| ---- | --- | ------------------------------------------------------------- | ------------------- | ------------------------------------- | -------------------- | ------------ |
| 118. | 1.  | Epilógus (Epilogue)                                           | David Von Ancken    | Pam Veasey                            | 2009. szeptember 23. | 15,06 millió |
| 119. | 2.  | Feketelista (Blacklist)                                       | Duane Clark         | Peter M. Lenkov                       | 2009. szeptember 30. | 13,16 millió |
| 120. | 3.  | Égtájak (Lat 40° 47' N/Long 73° 58' W)                        | Matt Earl Beesley   | Trey Callaway                         | 2009. október 7.     | 12,42 millió |
| 121. | 4.  | Extrapoláció (Dead Reckoning)                                 | Scott White         | John Dove                             | 2009. október 14.    | 13,40 millió |
| 122. | 5.  | Harci sebek (Battle Scars)                                    | Jeff T. Thomas      | Bill Haynes                           | 2009. október 21.    | 13,01 millió |
| 123. | 6.  | Ez történt velem (It Happened to Me)                          | Alex Zakrzewski     | Wendy Battles & Pam Veasey            | 2009. november 4.    | 12,00 millió |
| 124. | 7.  | Padlógáz (Hammer Down)                                        | Scott Lautanen      | Peter M. Lenkov & Pam Veasey          | 2009. november 11.   | 14,51 millió |
| 125. | 8.  | Kakukkfészek (Cuckoo's Nest)                                  | Jeffrey Hunt        | Zachary Reiter & Aaron Rahsaan Thomas | 2009. november 18.   | 13,62 millió |
| 126. | 9.  | Manhattanhenge (Manhattanhenge)                               | Matt Earl Beesley   | Trey Callaway                         | 2009. november 25.   | 12,68 millió |
| 127. | 10. | A halál háza (Death House)                                    | Norberto Barba      | JP Donahue & Kevin Polay              | 2009. december 9.    | 12,96 millió |
| 128. | 11. | Új élet (Second Chances)                                      | Eric Laneuville     | John Dove                             | 2009. december 16.   | 13,55 millió |
| 129. | 12. | Igazságszolgáltatás (Criminal Justice)                        | Christine Moore     | Bill Haynes                           | 2010. január 13.     | 14,16 millió |
| 130. | 13. | Szabálytalanság (Flag on the Play)                            | Jeffrey Hunt        | Wendy Battles                         | 2010. január 20.     | 13,54 millió |
| 131. | 14. | Vérszomj (Sanguine Love)                                      | Norberto Barba      | Carmine Giovinazzo                    | 2010. február 3.     | 14,16 millió |
| 132. | 15. | Versenyben (The Formula)                                      | Matt Earl Beesley   | Aaron Rahsaan Thomas                  | 2010. február 10.    | 12,98 millió |
| 133. | 16. | Bizonytalanságban (Uncertainty Rules)                         | Jeff T. Thomas      | Zachary Reiter                        | 2010. március 3.     | 12,35 millió |
| 134. | 17. | A kincs (Pot of Gold)                                         | Eriq La Salle       | Trey Callaway                         | 2010. március 10.    | 11,07 millió |
| 135. | 18. | Nyugodj békében, Marina Garito (Rest in Peace, Marina Garito) | Allison Liddi-Brown | Pam Veasey                            | 2010. április 7.     | 10,64 millió |
| 136. | 19. | Megváltás (Redemptio)                                         | Steven DePaul       | Peter M. Lenkov & Bill Haynes         | 2010. április 14.    | 10,85 millió |
| 137. | 20. | Mesék a szorítóból (Tales from the Undercard)                 | Skipp Sudduth       | Aaron Rahsaan Thomas & Steven Fidler  | 2010. május 5.       | 10,30 millió |
| 138. | 21. | Szokatlan gyanúsítottak (Unusual Suspects)                    | Marshall Adams      | John Dove & Wendy Battles             | 2010. május 12.      | 11,36 millió |
| 139. | 22. | Nézőpont (Point of View)                                      | Alex Zakrzewski     | Pam Veasey                            | 2010. május 19.      | 11,30 millió |
| 140. | 23. | Szabadság (Vacation Getaway)                                  | Duane Clark         | Trey Callaway & Zachary Reiter        | 2010. május 26.      | 11,96 millió |

### 7. évad (2010-2011)
| Sor. | Év. | Cím                                            | Rendező             | Író                                                                                        | Premier              | Nézettség    |
| ---- | --- | ---------------------------------------------- | ------------------- | ------------------------------------------------------------------------------------------ | -------------------- | ------------ |
| 141. | 1.  | A 34. emelet (The 34th Floor)                  | Duane Clark         | John Dove & Pam Veasey                                                                     | 2010. szeptember 24. | 10,35 millió |
| 142. | 2.  | Barátságtalan beszélgetés (Unfriendly Chat)    | Eric Laneuville     | Trey Callaway                                                                              | 2010. október 1.     | 9,70 millió  |
| 143. | 3.  | Légy átkozott, ha megteszed (Damned If You Do) | Christine Moore     | Zachary Reiter                                                                             | 2010. október 8.     | 9,89 millió  |
| 144. | 4.  | Rossz vér (Sangre Por Sangre)                  | Norberto Barba      | Aaron Rahsaan Thomas                                                                       | 2010. október 15.    | 9,57 millió  |
| 145. | 5.  | Égből pottyant kincs (Out of the Sky)          | Nathan Hope         | Christopher Silber                                                                         | 2010. október 22.    | 10,25 millió |
| 146. | 6.  | Ne lépj a startvonalra! (Do Not Pass Go)       | David Jackson       | Adam Targum                                                                                | 2010. október 29.    | 10,44 millió |
| 147. | 7.  | Lesben (Hide Sight)                            | Alex Zakrzewski     | Bill Haynes                                                                                | 2010. november 5.    | 10,58 millió |
| 148. | 8.  | Dermesztő rémület (Scared Stiff)               | Marshall Adams      | Kim Clements                                                                               | 2010. november 12.   | 10,02 millió |
| 149. | 9.  | Önvédelem (Justified)                          | Jeff T. Thomas      | John Dove                                                                                  | 2010. november 19.   | 10,18 millió |
| 150. | 10. | Vásárlási láz (Shop Till You Drop)             | Skipp Sudduth       | Történet: Adam Targum & Christopher Silber Tévéjáték: Trey Callaway & Aaron Rahsaan Thomas | 2010. december 3.    | 10,13 millió |
| 151. | 11. | Mivégre (To What End?)                         | Eric Laneuville     | Pam Veasey & Zachary Reiter                                                                | 2011. január 7.      | 9,45 millió  |
| 152. | 12. | Bebörtönözve (Holding Cell)                    | Scott White         | Bill Haynes                                                                                | 2011. január 14.     | 9,56 millió  |
| 153. | 13. | Pörgős buli (Party Down)                       | Skip Sudduth        | Adam Targum                                                                                | 2011. február 4.     | 9,32 millió  |
| 154. | 14. | Gyilkos elegancia (Smooth Criminal)            | Scott White         | Aaron Rahsaan Thomas                                                                       | 2011. február 11.    | 9,71 millió  |
| 155. | 15. | Önbíráskodás (Vigilante)                       | Frederick E.O. Toye | Christopher Silber                                                                         | 2011. február 18.    | 10,65 millió |
| 156. | 16. | Érinthetetlenek (The Untouchable)              | Vikki Williams      | Kim Clements                                                                               | 2011. február 25.    | 10,89 millió |
| 157. | 17. | Halálos lecke (Do or Die)                      | Matt Earl Beesley   | Matthew Levine                                                                             | 2011. március 11.    | 10,60 millió |
| 158. | 18. | Identitászavar (Identity Crisis)               | Mike Vejar Jr.      | Pam Veasey                                                                                 | 2011. április 1.     | 10,36 millió |
| 159. | 19. | Emészteni való (Food for Thought)              | Oz Scott            | Trey Callaway                                                                              | 2011. április 8.     | 9,75 millió  |
| 160. | 20. | Semmit valamiért (Nothing for Something)       | Eric Laneuville     | John Dove                                                                                  | 2011. április 29.    | 9,19 millió  |
| 161. | 21. | Életfogytiglan (Life Sentence)                 | Jeffrey Hunt        | Christopher Silber & Adam Targum                                                           | 2011. május 6.       | 9,53 millió  |
| 162. | 22. | Kiszállási stratégia (Exit Strategy)           | Allison Liddi-Brown | Zachary Reiter & Bill Haynes                                                               | 2011. május 13.      | 10,44 millió |

### 8. évad (2011-2012)
| Sor. | Év. | Cím                                        | Rendező             | Író                                 | Premier              | Nézettség    |
| ---- | --- | ------------------------------------------ | ------------------- | ----------------------------------- | -------------------- | ------------ |
| 163. | 1.  | Kitörölhetetlen (Indelible)                | Frederick E.O. Toye | Zachary Reiter & John Dove          | 2011. szeptember 23. | 10,68 millió |
| 164. | 2.  | Maradj a földön! (Keep It Real)            | Alex Zakrzewski     | Bill Haynes                         | 2011. szeptember 30. | 10,07 millió |
| 165. | 3.  | Az ugró lovacska (Cavallino Rampante)      | Nathan Hope         | Adam Targum                         | 2011. október 7.     | 9,87 millió  |
| 166. | 4.  | Szolgálaton kívül (Officer Involved)       | Skipp Sudduth       | Christopher Silber                  | 2011. október 14.    | 10,13 millió |
| 167. | 5.  | Nagy ígéret (Air Apparent)                 | Anthony Hemingway   | Aaron Rahsaan Thomas                | 2011. október 21.    | 10,73 millió |
| 168. | 6.  | Szabadítsatok ki! (Get Me Out of Here!)    | Scott White         | Trey Callaway                       | 2011. november 4.    | 9,83 millió  |
| 169. | 7.  | Összetörve (Crushed)                       | Duane Clark         | Kim Clements                        | 2011. november 11.   | 10,14 millió |
| 170. | 8.  | Keresztutak (Crossroads)                   | Jeff T. Thomas      | John Dove                           | 2011. november 18.   | 9,97 millió  |
| 171. | 9.  | A cél és az eszköz (Means to an End)       | Marshall Adams      | Zachary Reiter & Christopher Silber | 2011. december 2.    | 9,76 millió  |
| 172. | 10. | Tiszta lappal (Clean Sweep)                | David Von Ancken    | Adam Targum                         | 2012. január 6.      | 10,56 millió |
| 173. | 11. | Ki van ott? (Who's There?)                 | Vikki Williams      | Bill Haynes                         | 2012. január 13.     | 10,60 millió |
| 174. | 12. | Brooklyn mindhalálig (Brooklyn 'Til I Die) | Eric Laneuville     | Aaron Rahsaan Thomas                | 2012. február 3.     | 10,25 millió |
| 175. | 13. | Hullámhatás (The Ripple Effect)            | Oz Scott            | Trey Callaway                       | 2012. február 10.    | 10,44 millió |
| 176. | 14. | Villanófény (Flash Pop)                    | Jerry Levine        | Pam Veasey                          | 2012. március 30.    | 9,45 millió  |
| 177. | 15. | Halálpálya (Kill Screen)                   | Allison Liddi-Brown | Tim Dragga & Adam Scott Weissman    | 2012. április 6.     | 9,07 millió  |
| 178. | 16. | Ír virtus (Sláinte)                        | Christine Moore     | Sarah Byrd                          | 2012. április 27.    | 9,13 millió  |
| 179. | 17. | Díszcsomagolás (Unwrapped)                 | Deran Sarafian      | John Dove & Christopher Silber      | 2012. május 4.       | 9,06 millió  |
| 180. | 18. | A halál küszöbén (Near Death)              | Alex Zakrzewski     | Zachary Reiter & Pam Veasey         | 2012. május 11.      | 9,11 millió  |

### 9. évad (2012-2013)
| Sor. | Év. | Cím                                            | Rendező             | Író                                                       | Premier              | Nézettség    |
| ---- | --- | ---------------------------------------------- | ------------------- | --------------------------------------------------------- | -------------------- | ------------ |
| 181. | 1.  | Újrakezdés (Reignited)                         | Jeff T. Thomas      | Zachary Reiter & John Dove                                | 2012. szeptember 28. | 9,11 millió  |
| 182. | 2.  | Nincs füst tűz nélkül (Where There's Smoke...) | Skipp Sudduth       | Adam Targum & Sarah Byrd                                  | 2012. október 5.     | 8,40 millió  |
| 183. | 3.  | San Francisco (2,918 Miles)                    | Vikki Williams      | Trey Callaway                                             | 2012. október 12.    | 9,48 millió  |
| 184. | 4.  | Szavak nélkül (Unspoken)                       | Duane Clark         | Pam Veasey                                                | 2012. október 19.    | 9,48 millió  |
| 185. | 5.  | Tévedések (Misconceptions)                     | Nathan Hope         | John Dove                                                 | 2012. október 26.    | 10,09 millió |
| 186. | 6.  | Lány a tóban (The Lady in the Lake)            | Scott White         | David Hoselton                                            | 2012. november 2.    | 10,05 millió |
| 187. | 7.  | Cluedo (Clue: SI)                              | Oz Scott            | Steven Lilien & Bryan Wynbrandt                           | 2012. november 9.    | 9,72 millió  |
| 188. | 8.  | A felvételi (Late Admissions)                  | Rob Bailey          | Zachary Reiter                                            | 2012. november 16.   | 9,59 millió  |
| 189. | 9.  | Az utca törvénye (Blood Out)                   | Sam Hill            | Adam Targum                                               | 2012. november 30.   | 9,86 millió  |
| 190. | 10. | A nosztalgia bár (The Real McCoy)              | Matt Earl Beesley   | Sarah Byrd                                                | 2012. december 7.    | 9,95 millió  |
| 191. | 11. | Control+P (Command+P)                          | Howard Deutch       | Trey Callaway                                             | 2013. január 4.      | 9,13 millió  |
| 192. | 12. | Hazudj ha tudsz (Civilized Lies)               | Jerry Levine        | John Dove                                                 | 2013. január 11.     | 10,71 millió |
| 193. | 13. | Városi legenda (Nine Thirteen)                 | Pam Veasey          | Történet: David Fallon & Pam Veasey Tévéjáték: Pam Veasey | 2013. január 18.     | 10,68 millió |
| 194. | 14. | A fehér arany (White Gold)                     | Alex Zakrzewski     | David Hoselton                                            | 2013. február 1.     | 10,39 millió |
| 195. | 15. | Séth és Apofisz története (Seth and Apep)      | Eric Laneuville     | Steven Lilien & Bryan Wynbrandt                           | 2013. február 8.     | 9,57 millió  |
| 196. | 16. | Véres Valentin (Blood Actually)                | Christine Moore     | Adam Targum                                               | 2013. február 15.    | 8,59 millió  |
| 197. | 17. | Élj a mának (Today Is Life)                    | Allison Liddi-Brown | Zachary Reiter & John Dove                                | 2013. február 22.    | 9,46 millió  |